# リッデルケルク
リッデルケルク（オランダ語: Ridderkerk、オランダ語発音: [ˌrɪdərˈkɛr(ə)k] ( 音声ファイル)）は、オランダの南ホラント州にある基礎自治体（ヘメーンテ）。人口は4万6671人（2021年）。面積は25.26平方キロメートルで、そのうち1.54平方キロメートルが水域である。
ボルネス、オーステンダム、ライスオールト、スリッケルフェールの各町村からなる。
郷土史を展示する、デ・アウドハイドカーメル (De Oudheidkamer) という博物館がある。

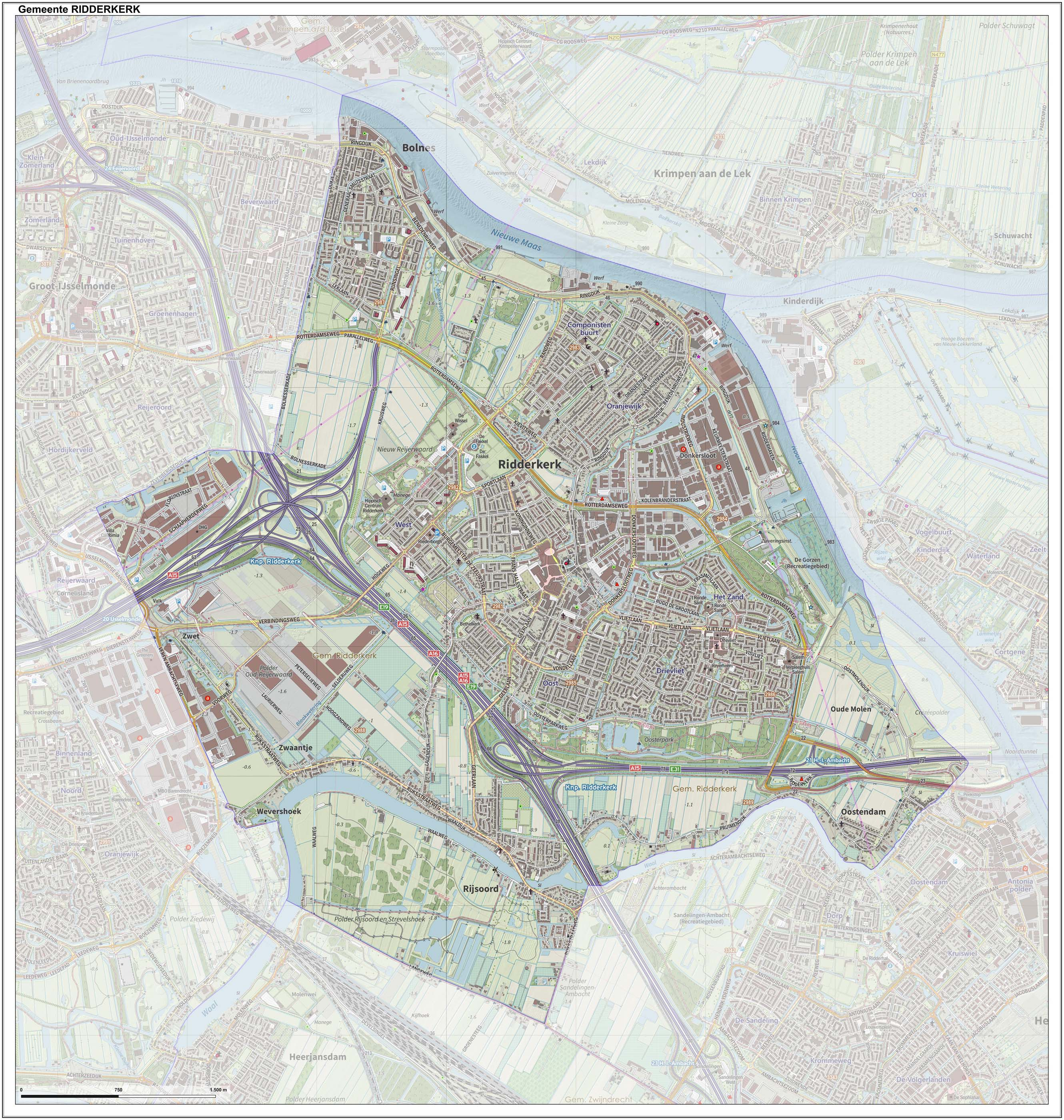
リッデルケルク市の地形図（2015年6月時点）

## 交通
水上バス
「デ・シャンス」の停留所から20番のバスでドルトレヒト、パーペンドレヒト、ヘンドリク＝イド＝アンバヒト、アルブラッセルダム、クリンペン・アーン・デン・アイセル、ロッテルダムへ向かうことができる。また、6番線でクリンペン・アーン・デ・レクやキンデルダイクに向かうことができる。
バス
ロッテルダム電鉄がロッテルダムやバレンドレヒト、ドルトレヒト、などへの路線を運行している。ズワインドレヒトやヘンドリク・イド・アンバヒトゆきの便もある。

## ゆかりの人物
- レーン・ファン・デル・ワール（1928年 - 2020年） 政治家、欧州議会議員
- ヤン・ファン・デル・フラーフ（1937年 - 2022年） 教会管理者
- リーン・カースフク（1937年 - ） 数学者
- ルーク・クローン（1942年 - 2012年） オランダ海軍将校
- バス・ベルダー（1946年 - ） 政治家、元欧州議会議員
- レー・トウェルス（1946年 - ） 歌手
- ヘルト・オースティンディー（1955年 - ） 歴史学者
- マルティン・ファン・ベーク（1960年 - 2018年） 政治家
- ロベルト・ダイクラーフ（1960年 - ） 数理物理学者
- ヨス・ウィーネン（1960年 - ） 政治家
- ヨハン・ショット（1961年 - ） 歴史家
- コーラ・ファン・ニーウウェンホイゼン（1963年 - ） 政治家
- フローラ・ラヘルウェルフ＝フェルフンスト（1964年 - ） 政治家、裁判官
- バルト・ヤン・スプロイト（1964年 - ） 歴史家、ジャーナリスト、保守系の作家
- リースベス・ゼフフェルト（1970年 - ） 法律家

### スポーツ選手
- ヘリット・ラーヘンデイク（1941年 - 2010年） サッカー選手、エージェント
- ウィーツケ・デ・ロイター（1970年 - ） 元女子ホッケー選手。アトランタオリンピック団体銅メダリスト
- マウリス・リム（1984年 - ） フィギュアスケート選手
- ヨルディ・バイス（1988年 - ） サッカー選手
- ケヴィン・ストロートマン（1990年 - ） サッカー選手
- バルト・デールロー（1990年 - ） 体操選手
- ティム・エークマン（1991年 - ） サッカー選手
- ミック・ファン・ブーレン（1992年 - ） サッカー選手